# Elżbieta Piwek
Elżbieta Piwek–Jóźwicka (ur. 3 lutego 1954 w Niemodlinie, zm. 14 sierpnia 2013 w Warszawie) – polska aktorka teatralna i filmowa.

## Życiorys
W 1978 ukończyła studia na Wydziale Aktorskim Państwowej Wyższej Szkoły Filmowej, Telewizyjnej i Teatralnej im. Leona Schillera w Łodzi, gdzie studiowała na roku m.in. z Bożeną Stryjkówną, Bogusławą Pawelec, Jackiem Komanem, Piotrem Skibą, Andrzejem Szczytko, Mariuszem Wojciechowskim i Jacentym Jędrusikiem.
Zadebiutowała 12 listopada 1977 roku rolą Gvendoliny Fairfax w Bracie marnotrawnym Oscara Wilde’a w reżyserii Lecha Wojciechowskiego. Wystąpiła w ponad stu rolach teatralnych, w spektaklach takich reżyserów jak Tomasz Zygadło, Marcin Jarnuszkiewicz, Mikołaj Grabowski, Krzysztof Orzechowski, Maciej Korwin, Julia Wernio, Agnieszka Glińska, Jan Szurmiej, Bartosz Zaczykiewicz, Marek Fiedor, Krzysztof Garbaczewski i Maja Kleczewska.
Była aktorką Teatru im. Wojciecha Bogusławskiego w Kaliszu (1977–1978), Teatru im. Jana Kochanowskiego w Opolu (1978–2008), Teatru Studio im. Stanisława Ignacego Witkiewicza w Warszawie (2008–2013).
Jej pożegnaniem z widzami była rola Znachorki w Czarnobylskiej modlitwie Swietłany Aleksiejewicz w reżyserii Joanny Szczepkowskiej.

## Filmografia
- 2012 IXJANA
- 2008 Cztery noce z Anną
- 2007 Dama Pik
- 2007 Fala zbrodni jako Helena
- 2006 Matka Joanna od aniołów
- 2004–2011 Pierwsza miłość
- 1998 Mania czy Ania
- 1993 Gorący czwartek

## Dubbing
- 2011 Smerfy
- 2011 Rango
- 2010 Shrek Forever
- 2010 Disciples III: Odrodzenie
- 2009 Dragon Age: Początek jako Shale
- 2008 Przygody Sary Jane

## Nagrody
- 1991 – Nagroda Artystyczna wojewody opolskiego za rok 1990
- 1994 – Wyróżnienie za rolę drugoplanową Toine w „Piaf” w Teatrze im. Kochanowskiego w Opolu na XXXIV Kaliskich Spotkaniach Teatralnych
- 1994 – Złota Maska za rolę w przedstawieniach „Piaf” i „Zbrodnie serca"
- 1997 – Laureatka plebiscytu „Gazety w Opolu” na najpopularniejszą aktorkę Teatru im.Jana Kochanowskiego w Opolu